# El Trencabarrals (Montserrat)
El Trencabarrals és una agulla de 1.016 m sobre el nivell del mar que forma part del Sector dels Gorros de la Regió de Santa Magdalena o Tebes, de la Muntanya de Montserrat. La seva forma cilíndrica ben tornejada, especialment quan se la mira des del Camí Nou de Sant Jeroni a l'alçada del vessant de la Gorra Frígia, li va valdre el nom de Cigar Puro amb què se la coneixia als anys trenta, quan va ser escalada per primera vegada.

## Història

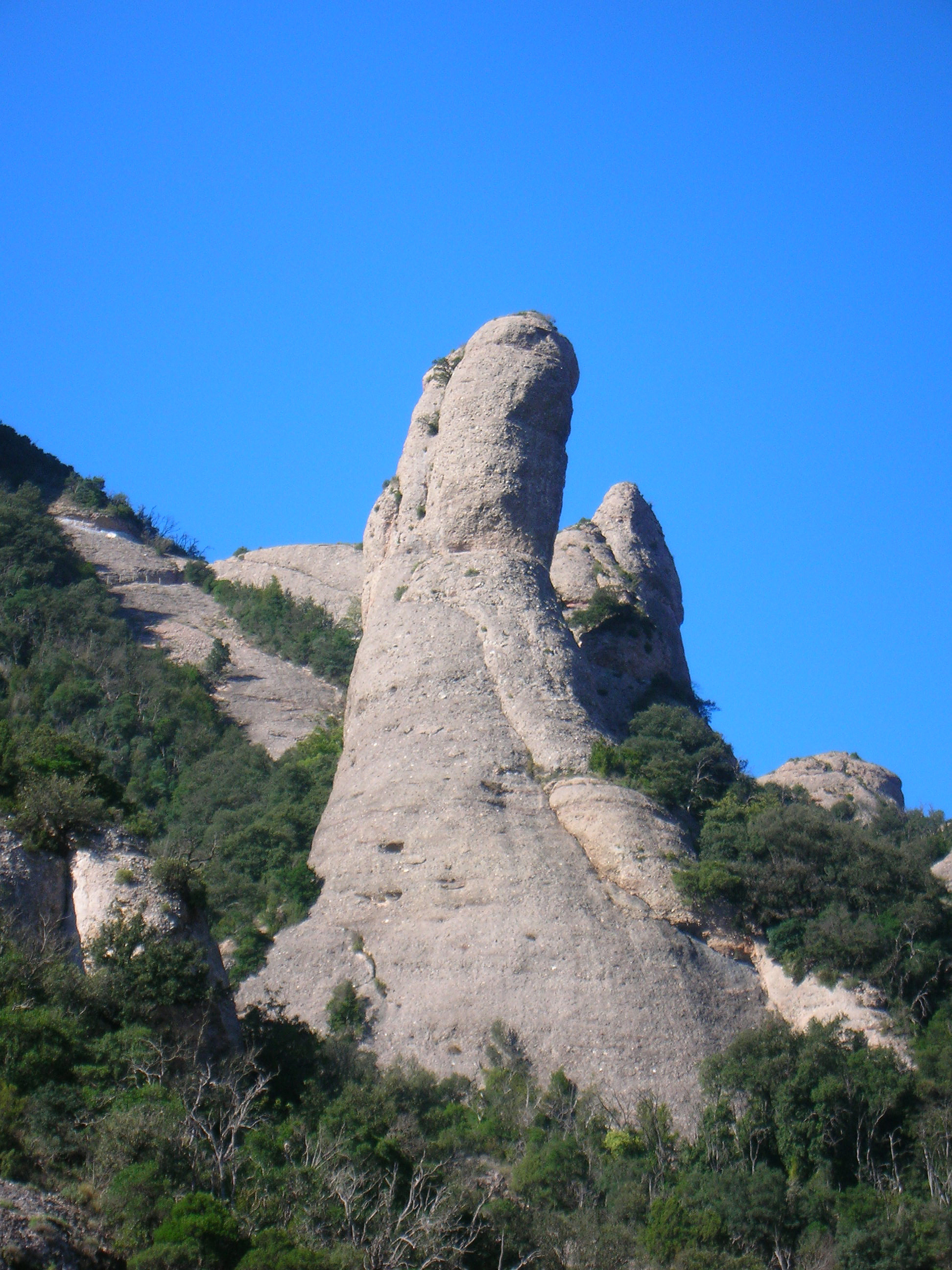
El Trencabarrals des del camí vell de Sant Jeroni

D'acord amb Fatjó (2005), l'ascensió al Trencabarrals o Cigar Puro, tal com se'l coneixia aleshores, va ser una de les primeres que cal destacar dels anys de preguerra, quan va ser aconseguida per un grup d'escaladors manresans pertanyents al Centre Excursionista de la Comarca del Bages (CECB) que marcarien època. Es tractava de Jaume Casellas, Francesc Puigarnau, Lluis Serrat i Octavi Torras.
L'escalada la van dur a terme el 6 d'octubre de 1935, pocs dies abans d'enfrontar-se amb la Mòmia, que també aconseguirien. Van iniciar l'ascens des del collet avui conegut com a Pas del Trencabarrals, des d'on ascendirien uns primers vint metres cap a l'esquerra sense gaires complicacions fins a arribar a un replà on comencen les dificultats pròpiament dites. En aquest punt Puigarnau, que era capdavanter, avançà uns metres cap a l'esquerra per una paret completament vertical fins a arribar a una esquerda de roca insegura que s'enfila amunt i que després d'uns metres dona pas a un tram de placa que porta al cim. A Puigarnau el van seguir Serrat, Torras i Casellas per aquest ordre, fins que reunits tots al cim van construir el pedró ritual que donaria testimoni del seu primer ascens a aquesta agulla montserratina.
Del 23 de febrer del 1941 tenim notícia de l'escalada d'aquesta agulla per part d'en Raimon Estrems i Jordi Ferrera, escaladors amb primeres molt significatives a la Muntanya de Montserrat. Van pujar per la via Normal, els va costar quatre hores i van utilitzar vuit pitons en total, dels quals tres a la base i cinc al desplom. Diuen del Trencabarrals "és segurament degut al seu aspecte innocent, que a primera vista presenta dita agulla, el motiu de no haver sigut escalada més vegades; no obstant nosaltres, segurament pel fet d'haver-nos caigut en gràcia, no hem parat fins a haver posat el peu al seu cim" (original en castellà).
D'aquesta mateixa època data l'anècdota d'en Jaume Reñé i de la Maria Antònia Simó, dos escaladors que també han creat escola a Montserrat, segons la qual, en quedar-se'ls-hi encallades les cordes al rappel del Trencabarrals, que aleshores es feia pel cantó de la via Normal, es van veure obligats a desgrimpar-ne un bon tros sense cap mena d'assegurança. Maria Antònia Simó té també la primera escalada femenina al Trencabarrals.

## Aproximació
Des del Monestir hi ha dos opcions, una pel camí vell de Sant Jeroni, l'altra per l'ermita de Sant Joan, on es pot arribar amb el funicular.

### Pel camí vell de Sant Jeroni
Des del Monestir agafarem el camí que enfila amunt la Vall de Sant Jeroni tot pujant per les anomenades Escales dels Pobres. Al cap d'uns 15 minuts arribarem a un estret amb escales entre dos roques anomenat Pas dels Francesos. Continuant amunt passarem per l'ermita de Santa Anna i després arribarem al Pla dels Ocells (15 minuts més) on el camí creua el fons de la vall. Al llarg d'aquest tram haurem progressat pel vessant esquerre de la vall mentre el seu fons quedava també a la nostra esquerra. En aquest punt hem d'agafar un camí que surt cap a l'esquerra i que va cap al Pla de les Taràntules i cap a l'ermita de Sant Joan. El camí progressa ara pel vessant dret de la vall, mentre el seu fons queda a mà esquerra. Uns 10 a 15 minuts després haurem arribat al Pas del Trencabarrals, un estret de roca entre l'agulla de Trencabarrals, el nostre destí i la roca del vessant que es troba a l'alçada del peu de la Gorra Frígia.

### Per Sant Joan i el Pla de les Taràntules
Anem a Sant Joan des del Monestir, per la qual cosa podem agafar el funicular. Des d'aquest indret, conegut també com a Pla de les Taràntules, agafem el camí nou de Sant Jeroni i poc després el deixem per agafar un camí que baixa suaument cap a la dreta en direcció al Pla dels Ocells. Entre 10 i 20 minuts després, a l'alçada del peu de la Gorra Frígia, haurem arribat al nostre destí quan ens trobem en un estret que l'agulla del Trencabarrals forma amb la roca del vessant i que és conegut com a Pas del Trencabarrals.

## Vies d'escalada

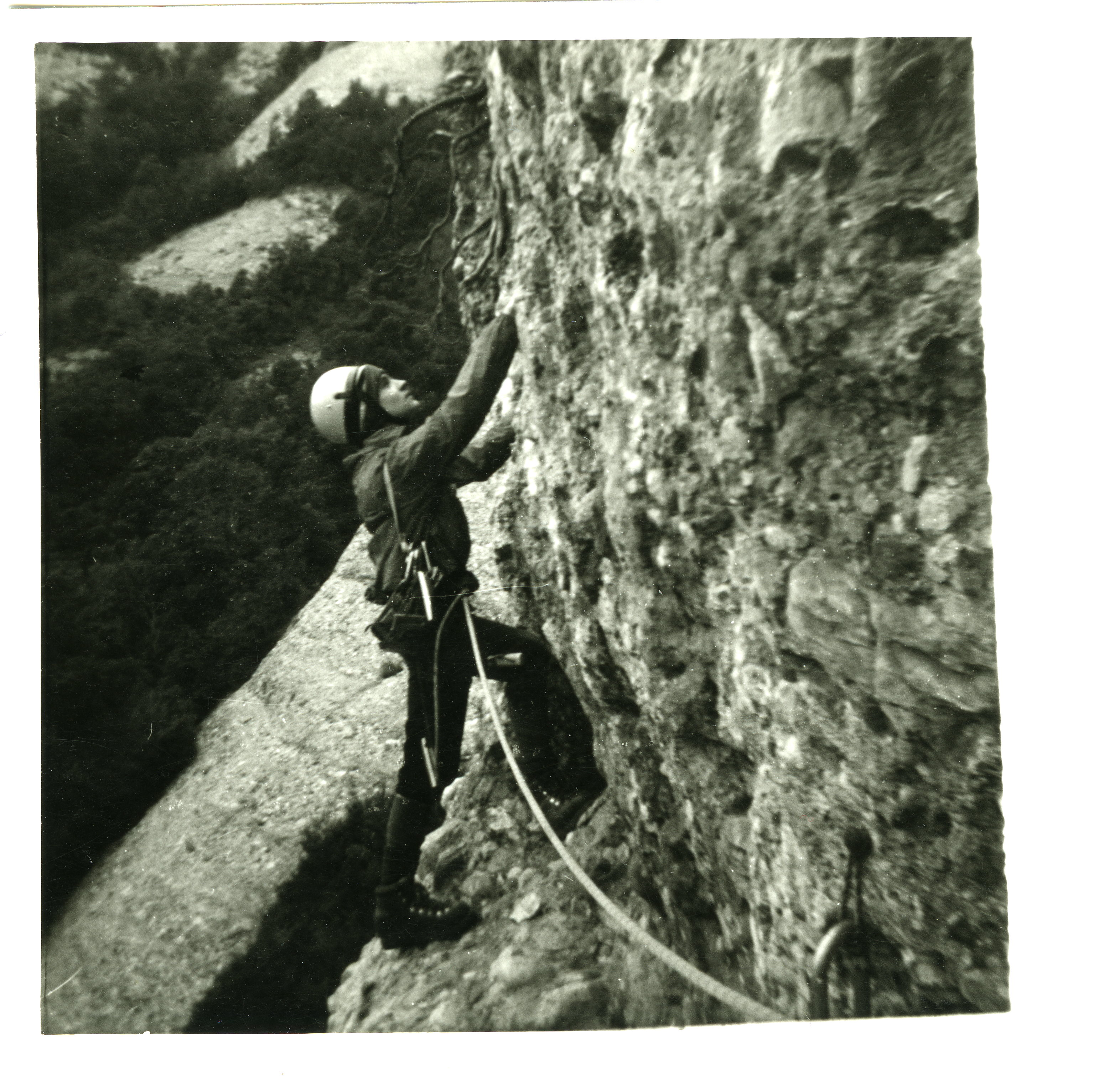
Escalada al Trencabarrals per la via Normal. Novembre de 1975. Flanqueig cap a l'esquerra a l'inici de la segona tirada.

| Via                   | Primera ascensió                                             | Longitud | Dificultat | Ressenya                       |
| --------------------- | ------------------------------------------------------------ | -------- | ---------- | ------------------------------ |
| Normal                | Puigarnau, Serrat, Torras i Casellas, el 6 d'octubre de 1935 | 65 m.    | V          | - kpujo.com                    |
| Sonata in Blue        | Sugranyes, Pelegrina, Lletche i Guerrero, 1986               | 105 m.   | V+/A1      | - kpujo.com - Sisbemessanapren |
| Selicke - Mir         | Carles Selicke Fontdevila i Jaume Mir Mallol, 1962           | 100 m.   | 5b/Ae      | - kpujo.com                    |
| Mariona               | D. Brugarolas, setembre de 1993                              | 120 m.   |            | - kpujo.com                    |
| Rappel                |                                                              | 40 m.    |            |                                |
| Absurdus              | Santiago Llop, 1984                                          | 40 m.    | VI/A4      |                                |
| Aventura Montserratus | Toni Mateo, Jordi Brasil, 9 de juliol de 2011                |          | V          | - Club Montserratus            |
| Revetlla de Sant Joan | Manel Orbai i Miquel Vilaplana, el 24 de juny de 2001        | 70 m.    | V+/A1      | - Elisenda                     |
| Via dels Lladres      | Toni Mateo, Gonzalo Sack i Jordi Brasil, 2011                | 60 m.    | V+/A1      | - Club Montserratus            |